# Play Square
 Play Square ist ein amerikanischer Stummfilm aus dem Jahr 1921, der von William K. Howard inszeniert wurde und Johnnie Walker, Edna Murphy und Laura La Plante in den Hauptrollen zeigt.

## Handlung
Johnny Carroll schließt sich einer Diebesbande an und wird von Detective McQuade festgenommen, weil er Richter Kerrigan die Tasche gestohlen hat. Der Richter erinnert sich jedoch an Johnny aus seiner Heimatstadt Meadville und überzeugt ihn, sich zu bessern. Der junge Mann kehrt nach Hause zurück, nimmt eine Stelle in einem Lebensmittelgeschäft an und erneuert seine Romanze mit Betty Bedford. Später kommt Johnnys ehemalige Bande in die Stadt und versucht erneut, ihn anzuwerben. Sie zwingen ihn, den Safe in Mr. Bedfords Geschäft zu knacken, und drohen, seine kriminelle Vergangenheit zu enthüllen, wenn er sich weigert. Nachdem Johnny den Safe geöffnet hat, weigert er sich, am Verbrechen teilzunehmen, und kämpft gegen die Bande. Betty hört den Lärm und kehrt mit Hilfe zurück. Nachdem die Diebe gefasst wurden, heiraten Johnny und Betty.